# Miles Malleson
Miles Malleson, född 25 maj 1888 i Croydon, Surrey, England, död 15 mars 1969 i Westminster, London, England, var en brittisk skådespelare, dramatiker och manusförfattare. Som skådespelare medverkade han främst i komiska biroller i fler än 100 brittiska filmer från 1930-talet till 1960-talet.

## Filmografi, urval
- 1937 – En riddare utan rustning
- 1941 – Major Barbara
- 1942 – De döda skeppens fyr
- 1943 – 7 flickor
- 1945 – Skuggor i natten
- 1949 – Sju hertigar
- 1950 – Rampfeber
- 1951 – Andarnas natt
- 1951 – Mannen i vita kostymen
- 1951 – Det mörka rummet
- 1952 – En ryslig fästman
- 1953 – Kaptens paradis
- 1955 – Geordie
- 1956 – Kompaniets svarta får
- 1956 – Mannen som inte fanns
- 1957 – Skeppsbrutna i paradiset
- 1958 – Här kommer bruden
- 1959 – Dina pengar är mina pengar
- 1963 – Vilket himla liv
- 1964 – Snusdosan